# Oftalmoscòpia
L'oftalmoscòpia, també anomenada funduscòpia, és una prova que permet a un professional de la salut veure l'interior del fons de l'ull i altres estructures mitjançant un oftalmoscopi (o funduscopi). Es fa com a part d'un examen ocular i es pot fer com a part d'un examen físic rutinari. És crucial per determinar la salut de la retina, el disc òptic i l'humor vitri.
La pupil·la és un orifici a través del qual es pot veure l'interior de l'ull. Fer la pupil·la més àmple (dilatar-la) és una manera senzilla i eficaç de veure millor les estructures que hi ha al darrere. La dilatació de la pupil·la (midriasi) s'aconsegueix normalment amb gotes oculars aplicades abans de la funduscòpia, no obstant això, tot i que l'examen del fons amb pupil·la dilatada és ideal, l'examen no dilatat també és útil i és més convenient (encara que no és tan complet), de fet és el tipus més comú fet a l'atenció primària .
Una alternativa o complement a l'oftalmoscòpia és la realització d'una fotografia de fons, on la imatge podrà ser analitzada posteriorment per un professional.

## Etimologia i pronunciació
La paraula oftalmoscòpia (/ˌɒfθælˈmɒskəpi/) utilitza formes combinades d' oftalmo- + -scòpia, donant lloc a "veure l'ull". La paraula funduscòpia (/fʌnˈdʌskəpi/) deriva de fundus + -scòpia, donant lloc a "veure el fons". El fet que fundus es correspon amb la forma combinada fundo- porta a la formació d'un terme alternatiu, la fundoscòpia (fundo- + -scopy), que és objecte d'una diferència descriptiva en l'acceptació. Alguns diccionaris introdueixen la forma fundo- com a segona variant, però d'altres no hi entren en absolut, o fins i tot, hom prescriu evitar-la amb una nota d'ús.

## Tipus
Hi ha dos tipus principals:

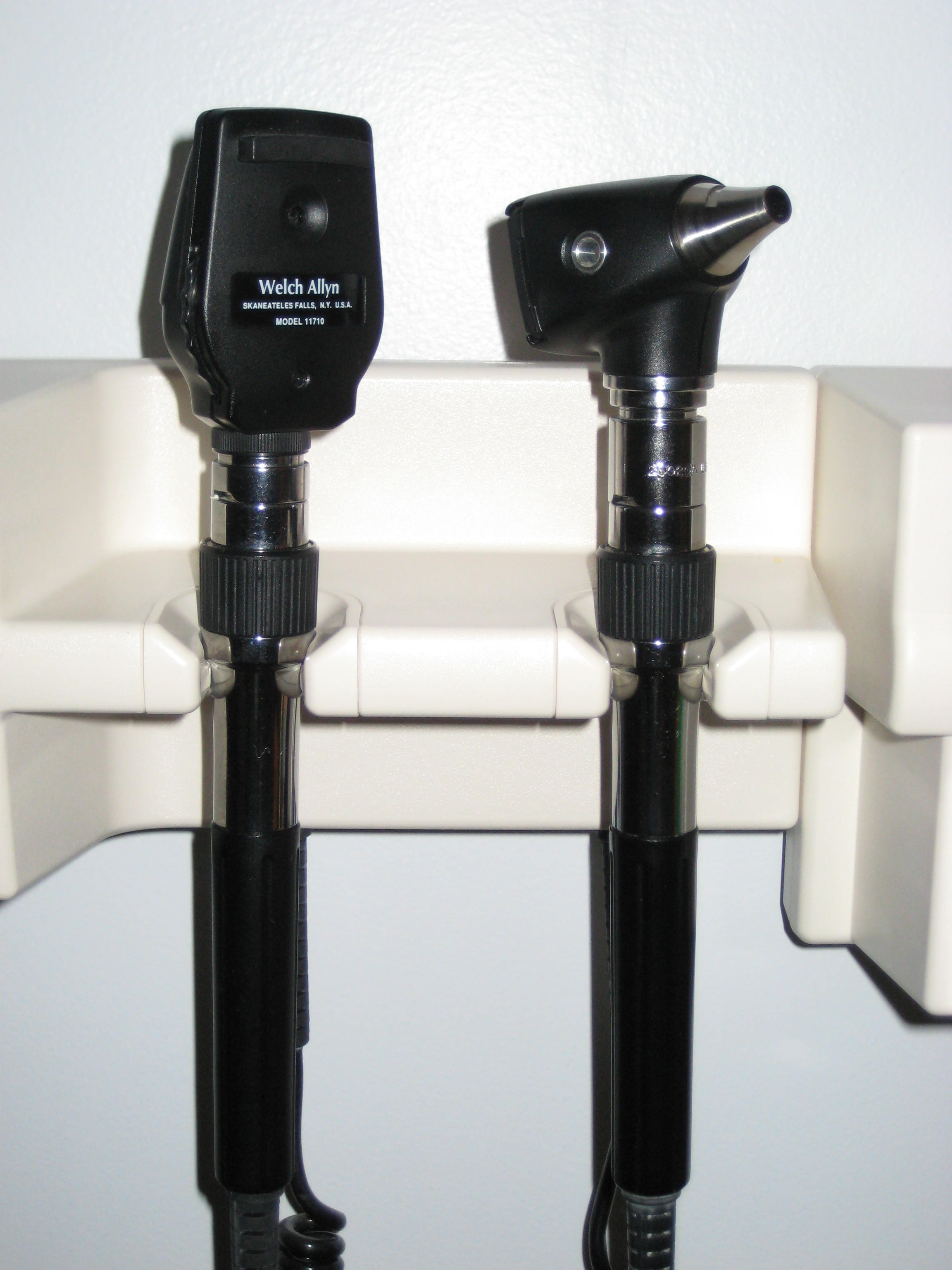
Combinació oftalmoscopi (esquerra) i otoscopi de Welch Allyn

- Oftalmoscòpia directa aquella que produeix una imatge directe, no invertida, d'aproximadament 15 vegades d'augment.
- Oftalmoscòpia indirecta aquella que produeix una imatge invertida, amb un augment de 2 a 5 vegades.

| Característiques                | Oftalmoscòpia directa                        | Oftalmoscòpia indirecta                        |
| ------------------------------- | -------------------------------------------- | ---------------------------------------------- |
| Lent de condensació             | No requerit                                  | Obligatori                                     |
| Distància d'examen              | El més a prop possible de l'ull del pacient  | A la distància d'un braç                       |
| Imatge                          | Virtual, directe                             | Real, invertida                                |
| Il·luminació                    | No tan brillant; no és útil en mitjà borrós  | brillant; útil per a mitjà borrós              |
| Àrea de camp enfocada           | Uns 2-8 diàmetres de disc                    | Uns 8 diàmetres de disc                        |
| Estereopsis                     | Absent                                       | Present                                        |
| Vista del fons accessible       | Una mica més enllà de l'equador de la retina | Fins a Ora serrata és a dir, retina perifèrica |
| Examen a través de mitjà borrós | Difícil a no possible                        | Possible                                       |

### Cada tipus d'oftalmoscòpia utilitza un tipus especial d'oftalmoscopi
- L' oftalmoscopi directe és un instrument de la mida d'una petita llanterna (torxa) amb diverses lents que poden augmentar fins a unes 15 vegades.[6] Aquest tipus d'oftalmoscopi s'utilitza més habitualment durant un examen físic rutinari. El panooftalmoscopi té una lent primària més gran amb un enfocament variable, que permet un camp de visió més ampli.

- Un oftalmoscopi indirecte, en canvi, constitueix una llum connectada a una diadema, a part d'una petita lent de mà. Proporciona una visió més àmplia de l'interior de l'ull. A més a més, permet una millor visió del fons de l'ull, fins i tot si el cristal·lí està ennuvolat per cataractes.[6] Un oftalmoscopi indirecte pot ser monocular o binocular. S'utilitza per a la visualització perifèrica de la retina.

## Usos mèdics
L'oftalmoscòpia es fa com a part d'un examen físic rutinari o complet dels ulls, realitzat principalment per optometristes i oftalmòlegs. S'utilitza per detectar i avaluar símptomes de diverses malalties vasculars de la retina o malalties oculars com el glaucoma. En pacients amb mal de cap, la troballa de discs òptics inflats, o edema de papil·les, a l'oftalmoscòpia és un signe clau, ja que indica una pressió intracranial elevada (que podria ser deguda a hidrocefàlia, hipertensió intracranial benigna (també pseudotumor cerebri) o tumor cerebral, entre d'altres. condicions. En el glaucoma s'observen discs òptics ahuellats. En pacients amb diabetis mellitus, els exàmens oftalmoscòpics periòdics (un cop cada 6 mesos a 1 any) són importants per detectar la retinopatia diabètica, ja que la pèrdua visual a causa de la diabetis es pot prevenir mitjançant el tractament amb làser de retina si la retinopatia es detecta precoçment. En la hipertensió arterial, els canvis hipertensius de la retina imiten de prop els del cervell i poden predir accidents cerebrovasculars (ictus).

## Dilatació de la pupil·la
Per permetre una millor inspecció a través de la pupil·la, que es contrau a causa de la llum de l'oftalmoscopi, sovint és desitjable dilatar la pupil·la mitjançant l'aplicació d'un agent midriàtic, per exemple tropicamida, o simplement reduint la brillantor de l'oftalmoscopi, que pot augmentar lleugerament. midriasi natural, que permet una millor visió de l'ull posterior. Es considera principalment equip d'oftalmòleg o optometrista, però també l'utilitzen altres especialistes, com ara la neurologia i la medicina interna. Desenvolupaments recents com l'oftalmoscòpia làser d'escaneig poden fer imatges de bona qualitat a través de pupil·les de fins a 2 mil·límetres, de manera que ja no cal dilatar les pupil·les amb aquests dispositius.

## Història
El Dr. William Cumming l'any 1846 al Royal London Ophthalmic Hospital (més tard Moorfields Eye Hospital), del seu treball pioner va escriure que "cada ull es podria fer lluminós si l'eix d'una font d'il·luminació dirigida cap a l'ull d'una persona i la línia de visió de l'observador fossin coincidents".
Encara que alguns atribueixen la invenció de l'oftalmoscopi a Charles Babbage el 1847, no va ser fins que Hermann von Helmholtz el va reinventar de manera independent el 1851 que es va reconèixer la seva utilitat: va ser per revolucionar l'oftalmologia.
Mentre estudiava a França, Andreas Anagnostakis, MD, un oftalmòleg de Grècia, va tenir la idea de fer que l'instrument fos de mà afegint-hi un mirall còncau. Austin Barnett va crear un model per a Anagnostakis, que va utilitzar en la seva pràctica i, posteriorment, quan es va presentar a la primera Conferència Oftalmològica a Brussel·les el 1857, l'instrument es va fer molt popular entre els oftalmòlegs.
El 1915, Francis A. Welch i William Noah Allyn van inventar el primer oftalmoscopi d'il·luminació directa de mà del món, precursor del dispositiu que ara utilitzen els metges de tot el món. Aquest perfeccionament i actualització de la invenció de von Helmholtz va permetre que l'oftalmoscòpia es convertís en una de les tècniques de cribratge mèdica més omnipresents del món actual. L'empresa Welch Allyn va néixer com a resultat d'aquest invent. A la dècada de 1970 es va desenvolupar un nou oftalmoloscopi amb una lent primària més gran que permetia un camp de visió 5 vegades més gran, anomenat "panòptic" o "oftalmoscopi panoràmic".